# Accord anglo-éthiopien

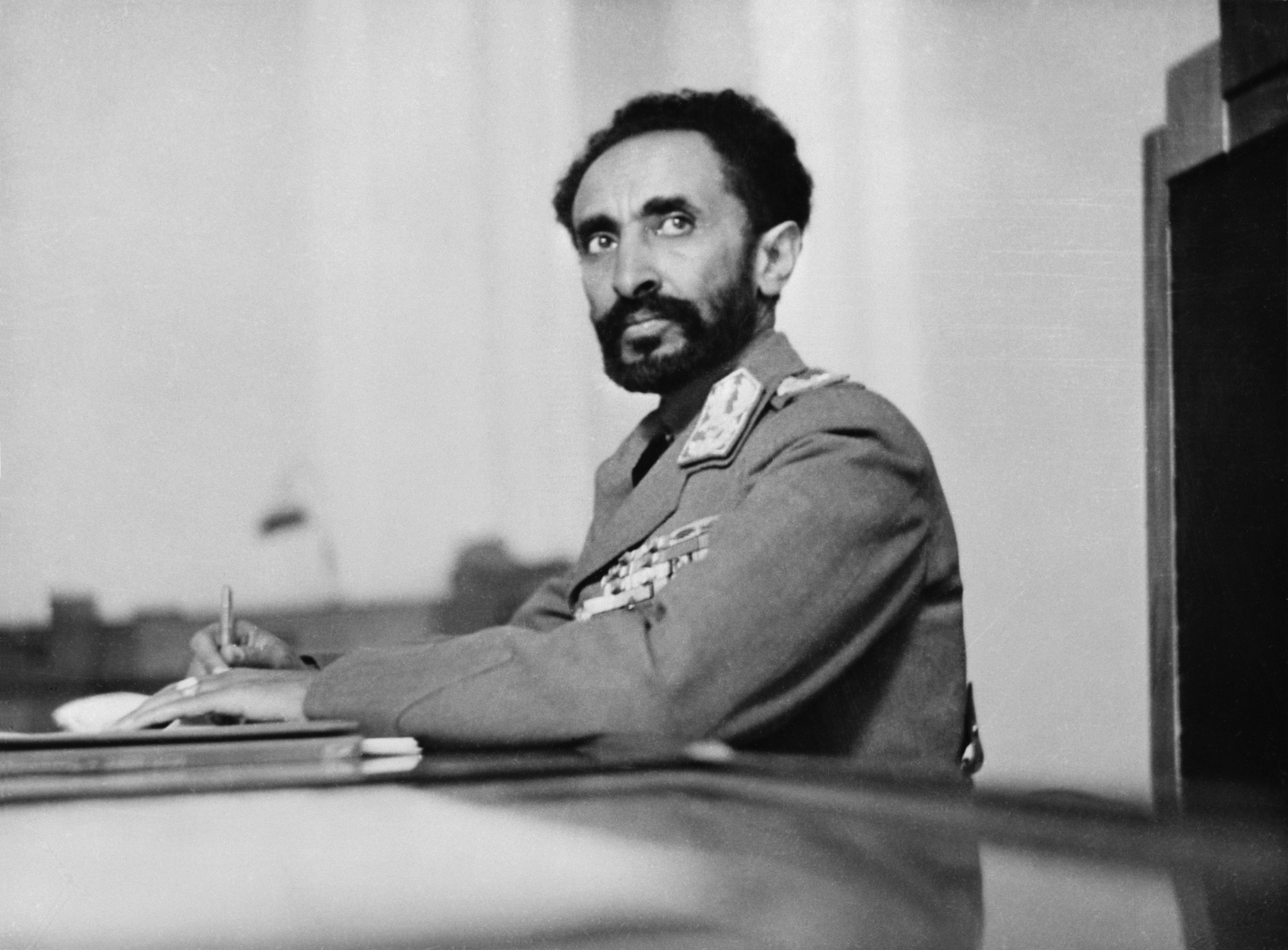
L'empereur Haïlé Sélassié photographié en 1942.

Pour les articles homonymes, voir Traité anglo-éthiopien.
L'accord anglo-éthiopien est un effort conjoint entre l'Éthiopie et le Royaume-Uni pour rétablir un État indépendant éthiopien après l'éviction des troupes italiennes par les forces combinées britanniques et éthiopiennes en 1941 pendant la Seconde Guerre mondiale.
Il s'appuie sur un accord anglo-éthiopien antérieur signé en 1897. Cette ancienne convention implique le roi Menelik II et traite en grande partie de la frontière entre Hararghe (Éthiopie) et Somaliland britannique.

## Selon le contrat
Après le retour de l'empereur éthiopien Haïlé Sélassié sur le trône, un accord intérimaire anglo-éthiopien est signé le 31 janvier 1942 entre les deux gouvernements. Le général de division Sir Philip Euen Mitchell, officier politique en chef du haut commandement des forces britanniques d'Afrique de l'Est, signe au nom du Royaume-Uni. La Grande-Bretagne envoie des conseillers civils pour aider Sélassié dans ses tâches administratives et lui fournit également des conseillers militaires pour maintenir la sécurité intérieure et pour améliorer et moderniser l'armée éthiopienne. Les termes de cet accord confirment le statut de l'Éthiopie en tant qu'État souverain, bien que la région de l'Ogaden, les régions frontalières avec le Somaliland français (connues sous le nom de « zones réservées »), le chemin de fer Addis-Abeba-Djibouti et le Haud resteraient temporairement sous contrôle britannique. Les Britanniques prennent également le contrôle de la monnaie et des devises ainsi que des importations et des exportations. L'accord reconfirme l'accord Klobukowski de 1906, qui exempte les étrangers à la fois de la loi éthiopienne et de son système judiciaire, tout en donnant au ministre britannique la priorité sur les autres missions diplomatiques en Éthiopie. Enfin, l'accord contient une clause qui permet aux Éthiopiens de mettre fin aux décisions prises moyennant un préavis de trois mois.
Les Éthiopiens considèrent la mise en œuvre de cet accord comme intolérable, même s'ils y trouvent une légère amélioration par rapport à la relation antérieure, dans laquelle l'Éthiopie était traitée comme une nation ennemie occupée. Haïlé Sélassié décrit un aspect de la relation antérieure : « ils ont pris tout le matériel militaire capturé dans notre pays ... disant ouvertement et hardiment qu'il ne devrait pas être laissé au service des Éthiopiens ». Un autre point de discorde est le contrôle britannique des opérations bancaires et financières de l'Éthiopie, qui exigeait que toutes les lettres de crédit soient ouvertes à Aden et que toutes les exportations soient dédouanées via ce port, ce qui rapporte une marge bénéficiaire officielle de 9 à 11% , en outre, tous les dollars gagnés par les exportations vers les États-Unis doivent être automatiquement convertis en livres sterling. L'Empereur et ses ministres dirigent leurs efforts vers trois points précis : un nouveau traité pour remplacer celui-ci ; une nouvelle monnaie pour remplacer le shilling est-africain qui avait été imposé à l'Éthiopie dans le cadre de l'accord ; et une source d'aide militaire qui garantirait que l'Éthiopie ne dépendrait plus des Britanniques.
Une force de police formée par les Britanniques remplace finalement l'ancienne police qui était au service des gouverneurs provinciaux locaux. Il y a deux révoltes pendant cette période : la rébellion de Woyane dans l'est de la province du Tigré, qui est réprimée avec l'aide du soutien aérien britannique ; et une autre dans l'Ogaden qui est stoppée par deux bataillons des forces éthiopiennes.

## Ogaden britannique
L'administration militaire britannique en Ogaden, ou simplement « Ogaden britannique », est la période de l'administration militaire britannique de 1941 à 1955. Les Britanniques viennent contrôler l'Ogaden, et plus tard le Haud, à la suite de la campagne d'Afrique de l'Est en 1941. L'intention britannique est d'unir l'Ogaden britannique avec sa colonie du Somaliland et l'ancienne colonie italienne du Somaliland, créant ainsi un régime unique. Cette politique est mise en place par le ministre britannique des affaires étrangères , Ernest Bevin. Cependant, pendant la période de l'administration britannique, Haïlé Sélassié formule plusieurs revendications territoriales, et bien que ses demandes d'annexion de l'ancien Somaliland italien aient pu être une tactique de négociation, il est sérieux quant au retour des territoires éthiopiens dans l'Ogaden et à l'annexion de l'Érythrée. Ces demandes sont ignorées par les Britanniques, favorables à une entité érythréenne distincte et à une Grande Somalie. Cependant, après la poursuite des délibérations éthiopiennes et la pression des États-Unis, cette politique est abandonnée,,.
Le processus d'inversion des effets de la Seconde Guerre mondiale sur l'Éthiopie ne se termine qu'en 1955, lorsque l'Éthiopie est restaurée dans ses frontières internationalement reconnues de 1935, d'avant l'invasion italienne. Les Britanniques cèdent l'Ogaden à l'Éthiopie en 1948, le contrôle britannique restant sur Haud étant abandonné en 1955. Après que la décision de céder l'Ogaden à l'Éthiopie est rendue publique, de nombreux appels, ainsi que des insurrections violentes, sont lancés pour renverser cette décision. Le mouvement pour obtenir l'autodétermination d'Addis-Abeba se poursuivi au XXIe siècle.

## Négocier un nouvel accord
Malgré le dégoût éthiopien pour l'accord, l'empereur et son groupe de ministres les plus intimes sont réticents à utiliser a clause qui leur permet de mettre fin à l'accord. Un ensemble de propositions pour un nouvel accord soumis aux Britanniques au début de 1944 est sommairement rejeté. Comme l'explique John Spencer, conseiller américain en droit international en Éthiopie à cette époque, les Éthiopiens craignent alors des représailles sous la forme d'une réoccupation de la province de Tigré, au sud de l'Érythrée, et de Sidamo et Gamu-Gofa, limitrophes du Kenya, et peut-être d'autres régions à l'ouest telles que les provinces de Wollega et d'Illubabor. En fin de compte, les responsables éthiopiens surmontent leur appréhension et font remettre le préavis de résiliation de trois mois au chargé d'affaires britannique le 25 mai 1944 avec une demande de négociations rapides d'un nouvel accord. À cette époque, les États-Unis ont non seulement rétabli une mission diplomatique en Éthiopie, mais déclaré le pays éligible au prêt-bail, donnant un coup de pouce vital aux responsables éthiopiens dans leurs négociations avec le Royaume-Uni.
La première réponse britannique est le silence. Ce n'est qu'après que le gouvernement éthiopien leur a rappelé l'expiration de l'accord le 16 août et le fait qu'ils attendaient avec impatience de prendre possession du chemin de fer et de l'administration du Haud et de la zone réservée, que les Britanniques répondent. Au départ, les Britanniques tentent de retarder la résiliation de l'accord, affirmant qu'il ne peuvent pas répondre aux demandes éthiopiennes, et se contentent d'une prolongation de deux mois pour la date de remise des propriétés. Une équipe de négociation dirigée par le comte de la Warr arrive le 26 septembre et, au cours des mois suivants, les deux parties se disputent jusqu'au 19 décembre 1944, date à laquelle un nouvel accord anglo-éthiopien est signé et la Grande-Bretagne accepte de renoncer à plusieurs avantages dont elle avait bénéficié en Éthiopie. Plus précisément, la Grande-Bretagne supprime ses garnisons, sauf dans l'Ogaden, ouvre les aérodromes éthiopiens (jusqu'alors réservés au trafic britannique) à tous les avions alliés et renonce au contrôle direct de la section éthiopienne du chemin de fer Addis-Abeba-Djibouti. Le nouvel accord révoque également la préséance britannique sur les autres représentants étrangers. Cependant, peut-être plus important est l'utilisation du mot « allié » dans l'accord. Non seulement cela supprime toute autre base pour considérer l'Éthiopie comme un « territoire ennemi » – comme l'avait affirmé le général Mitchell – mais cela empêche aussi la possibilité que l'Éthiopie se voie refuser un siège à la future conférence de paix, qui se déroule en 1947 à Paris.